# Sopa de miso (novela)
Sopa de miso (イン ザ・ミソスープ In za Misosūpu?) es una novela de género thriller del escritor japonés Ryū Murakami. Fue publicada en japonés en 1997, en inglés en 2003, y en español en 2005.
La novela ganó en 1997 el Premio Yomiuri de ficción concedido por un jurado presidido por el Premio Nobel de Literatura Kenzaburo Oé.

## Argumento
Frank, un oscuro turista norteamericano, contrata a Kenji, un joven que se gana la vida como guía para extranjeros por los locales de los barrios de la industria del sexo de Tokio, por tres días. El comportamiento de Frank durante el primer día resulta extraño pues miente sobre su alojamiento y otros aspectos de su vida. Kenji empieza a sospechar que su cliente es un psicópata asesino ya que su llegada coincide con varios asesinatos en los que las víctimas han sido descuartizadas salvajemente.
Al segundo día, Frank cuenta a Kenji que ha sido operado del cerebro por lo que tiene problemas de memoria y coordinación. La alarma de Kenji crece pero, como necesita el dinero, acompaña a su cliente a un pub de chicas y karaoke. En el local súbitamente Frank asesina a todo el personal y clientes del pub. Kenji queda paralizado por el terror, y cree que va a morir, pero Frank le saca del local y le dice que es su amigo. Kenji es incapaz de acudir a la policía para denunciar el caso y cree que Frank le ha hipnotizado.
El tercer día, víspera de Año Nuevo, Frank quiere ir a escuchar las 108 campanadas de medianoche en Shinjuku, las Joya no kane, una tradición japonesa que dicen que se lleva los malos pensamientos. Kenji piensa una vez más que será asesinado pero no es así.

## Ediciones en español
La novela ha sido traducida en tres ocasiones, siempre bajo el título Sopa de Miso, la primera de forma indirecta del inglés y las dos posteriores directo del japonés.
- Seix Barral (2005), 224 pp. ISBN 84-322-9659-7. Traducido de la versión en inglés de Ralph McCarthy y por Javier Martínez de Pisón. [6]
- Abducción (2022), 312 pp. ISBN 9789569673269. Traducido del japonés por Juan Carlos Cortés.[7]
- Malas Tierras (2024), 224 pp. ISBN 9788412782738. Traducido del japonés por Jaime Montes.[8]